# Euryglossa laevigatum
Euryglossa laevigatum là một loài Hymenoptera trong họ Colletidae. Loài này được Smith mô tả khoa học năm 1879.

## Hình ảnh

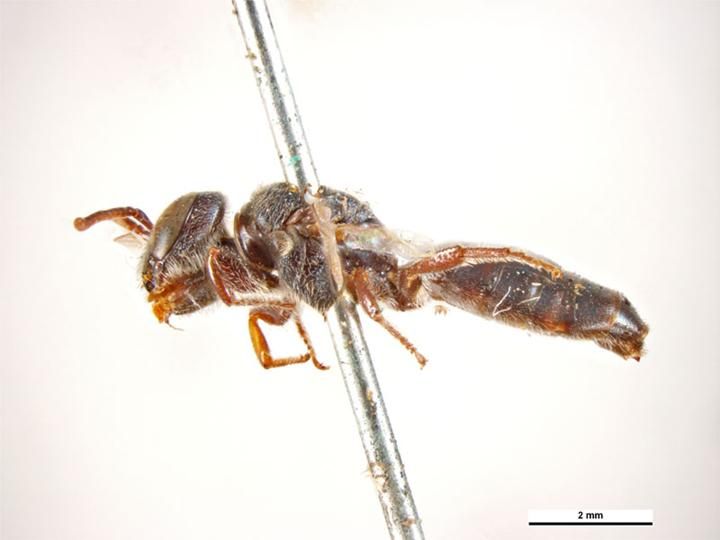